# كريل ضئيل العيون
كريل ضئيل العيون (الاسم العلمي: Thysanopoda minyops) هو نوع من المفصليات يتبع جنس كريل مهدب القدم من الفصيلة الكريلية.